# Oglasa mediopallens
Oglasa mediopallens là một loài bướm đêm trong họ Noctuidae.

## Hình ảnh

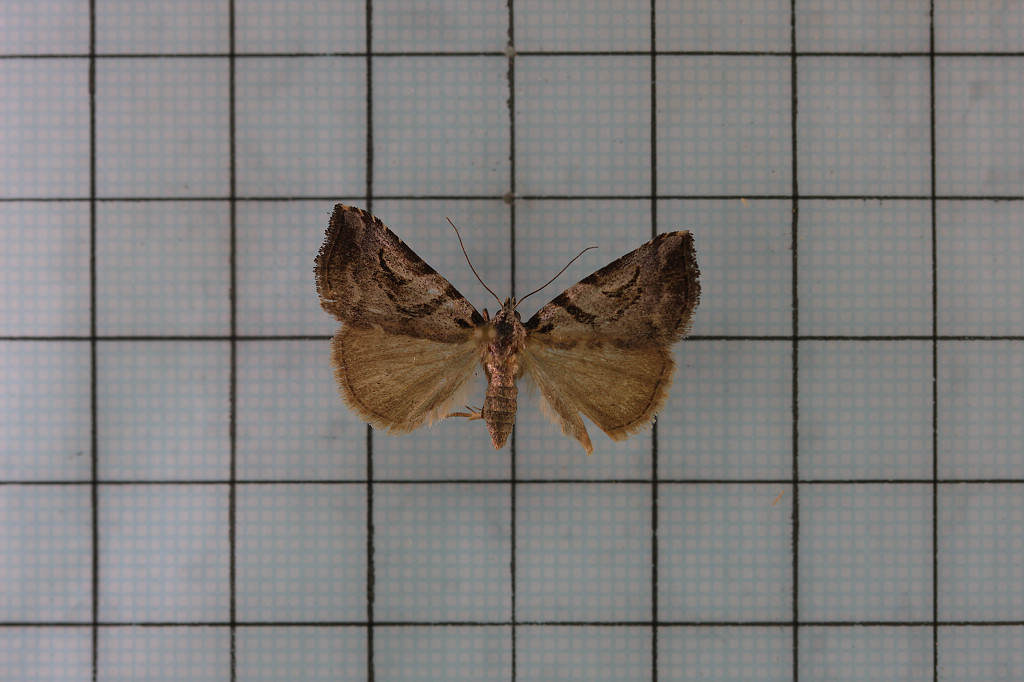